# Rioni
De Rioni (Georgisch: რიონი) is de voornaamste rivier in West-Georgië. Zij stroomt van de zuidwestelijke Grote Kaukasus naar de Zwarte Zee, die na 327 km wordt bereikt. Het stroomgebied van de rivier meet circa 13.400 km². De voornaamste stad aan de Rioni is Koetaisi, de tweede stad van Georgië en de hoofdstad van het historische Imereti. De Grieken noemden de Rioni Phasis en zo heette ook de stad aan haar monding, het huidige Poti. Hier bevindt zich een moerassige delta.

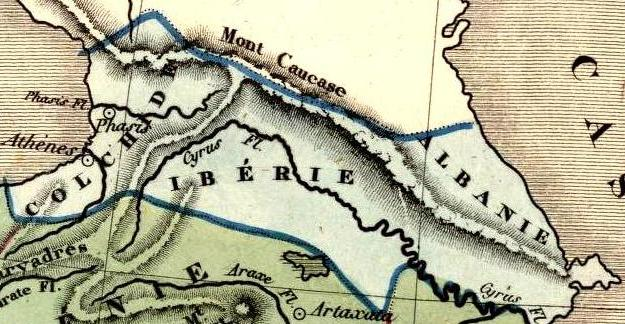
De Griekse historicus Herodotus zag de Phasis (Rioni) en de Cyrus (Koera) als de grens tussen Europa en Azië. Samen vormen zij de waterscheiding tussen de Grote en de Kleine Kaukasus.

- Gemeinsame Normdatei: 4624926-6
- Library of Congress Control Number: sh94009613
- Nationale Bibliotheek van Israël: 987007565907205171
- Virtual International Authority File: 246965275